# Очанка кримська
Очанка кримська (Euphrasia taurica) — вид квіткових рослин родини глухокропивових (Lamiaceae).

## Біоморфологічна характеристика
Це напівпаразитичний однорічник. Рослина заввишки 2–8 см. Стебла, листки й особливо чашолистки з дрібно-білуватими кучерявими волосками і залозками. Стебло сильно гіллясте, майже від основи. Листки сидячі, клиноподібно звужені, біля основи малозубчасті. Віночок завдовжки 5 мм, жовтий або білуватий, зовні дрібно запушений.

## Поширення
Ендемік Криму.
В Україні вид росте на кам'янистих і скелястих схилах яйли — у Криму, часто.